# Mistrzostwa Świata w Kolarstwie Torowym 1922
25. Mistrzostwa Świata w Kolarstwie Torowym odbyły się w dniach 29 lipca–17 września 1922 roku w dwóch miastach. Kwalifikacje rozegrano w brytyjskim Liverpoolu, jednak z powodu niesprzyjających warunków pogodowych zdecydowano się przenieść finały do stolicy Francji – Paryża. Rozegrano trzy konkurencje: sprint zawodowców i amatorów oraz wyścig ze startu zatrzymanego zawodowców.

## Medaliści

### Mężczyźni
| Konkurencja                              | Złoto             | Srebro          | Brąz            |
| ---------------------------------------- | ----------------- | --------------- | --------------- |
| Sprint indywidualny amatorów             | Thomas Johnson    | Maurice Peeters | William Ormston |
| Sprint indywidualny zawodowców           | Piet Moeskops     | Robert Spears   | Alois De Graeve |
| Wyścig ze startu zatrzymanego zawodowców | Léon Vanderstuyft | Paul Suter      | Gustave Ganay   |

## Klasyfikacja medalowa
| Miejsce | Państwo         |   |   |   | Razem |
| ------- | --------------- | - | - | - | ----- |
| 1.      | Holandia        | 1 | 1 | 0 | 2     |
| 2.      | Belgia          | 1 | 0 | 1 | 2     |
|         | Wielka Brytania | 1 | 0 | 1 | 2     |
| 4.      | Australia       | 0 | 1 | 0 | 1     |
|         | Szwajcaria      | 0 | 1 | 0 | 1     |
| 6.      | Francja         | 0 | 0 | 1 | 1     |